# Финикиянки (Аристофан)
«Финикиянки» (др.-греч. Φοίνισσαι) — комедия древнегреческого драматурга Аристофана (V—IV века до н. э.). Дата постановки неизвестна, текст пьесы практически полностью утрачен. Сохранился только ряд коротких фрагментов, процитированных более поздними античными и средневековыми авторами (фрг. 219—223).
Предположительно комедия представляла собой пародию на одноимённую трагедию Еврипида. Действие последней происходит в Фивах, за которые ведут борьбу сыновья Эдипа Этеокл и Полиник.